# 남주연
남주연(1996년 5월 7일 ~)은 대한민국의 배우이자 씨제스 스튜디오 소속이다.

## 학력
- 서문여자고등학교 (졸업)
- 동국대학교 예술대학 연극학부 (졸업)

## 드라마
- 2023년 채널 A 남과 여
- 2024년 올웨이즈 로맨스가 코미디 - 한여름 역